# 蒿沟镇
蒿沟镇，原为蒿沟乡，是中华人民共和国安徽省宿州市埇桥区下辖的一个乡镇级行政单位。2021年3月撤乡设镇。

## 行政区划
蒿沟镇下辖以下地区：
枪河村、大史村、赵楼村、高滩村、尹楼村、柳沟村和巩家村。